# Lista de episódios de Meu Amigo É um Gigante
Esta é uma lista de episódios da série de desenho animado francês-coreano Meu Amigo É um Gigante.
| 01 | "O Relógio de Scire – Parte 1 (La montre de Scire - partie 1)" | França | 101 |
| Linus recebe a visita de Boom que aterrissa sua nave em seu apartamento junto dos Beebees. Chase e Sanborn aparece e tentam capturar Boom, porém Linus e Boom fogem até serem resgatados pelo Dr. K que os levam para seu esconderijo junto de Iris, Monroe e Taki. Alienígenas centrais: Boom e os Beebees |                                                                |        |     |
| 02 | "O Relógio de Scire – Parte 2 (La montre de Scire - partie 2)" | França | 102 |
| Após receber o relógio de Scire do Dr. K, Linus e Boom recebem a missão de deterem os ataques da S.D.C contra os alienígenas. Boom recebe sua forma humana e passa a estudar na escola de Linus. Tudo vai bem até Chase e Sanborn lançarem um Yogui (um alienígena capaz de manipular metais) na cidade. Boom luta contra o Yog e Linus retira seu chip o mandando de volta pra casa. Alienígena central: Yogui |                                                                |        |     |
| 03 | "A Casa Robô (Zatkush)"                                        | França | 103 |
| Linus e seus amigos recebem um trabalho escolar sobre uma casa e descobrem uma nova casa na cidade. Não demora muito para eles descobrirem que a casa é um robô alienígena (Zatkush) controlado pelo S.D.C que engole os Beebees. Nisso Linus, Boom, Iris e Taki decidem se infiltrar dentro do Zatkush para poderem retirar seu chip. Alienígena central: Zatkush                                              |                                                                |        |     |
| 04 | "Stella (Stella)"                                              | França | 104 |
| Monroe se apaixona por uma nova aluna na escola chamada Stella. Não demora muito pro S.D.C aparecer e se infiltrar na escola deles procurando um alienígena. Nisso Linus e seus amigos descobrem que Stella na verdade era uma alienígena que estava na Terra de pesquisas. Alienígena central: Stella |                                                                |        |     |
| 05 | "Protótipo 0-1 (Proto 0-1)"                                    | França | 105 |
| A S.D.C captura um alienígena capaz de crescer toda vez que é agredido e o Número 9 decide testá-lo fazendo-o proteger um balão, porém Sanborn o deixa escapar forçando-os a recapturá-lo. Enquanto isso Linus e seus amigos saem para ver um filme e Sofia decide ir junto. Porém o alienígena invade o cinema e captura Sofia cabendo a Linus e Boom salvá-la. Alienígena central: Dancintóide                |                                                                |        |     |
| 06 | "Meu Guarda-Costas (Garde du Corps)"                           | França | 106 |
| Taki cria um controle capaz de controlar as transformações de Boom e Sofia decide usá-lo para fazer de Boom seu guarda-costas a protegendo de dois valentões que a incomodam. Porém o S.D.C isso e decide aproveitar para capturar o Boom cabendo apenas Linus e seus amigos impedirem isso. |                                                                |        |     |